# Lliga portuguesa de futbol
La Lliga portuguesa de futbol o Primeira Liga, anomenada per patrocini Liga Portugal Betclic és la màxima competició de clubs de futbol de Portugal.
Organitzada i supervisada per la Liga Portugal, la competició és disputada per 18 equips des de la temporada 2014–15, amb els tres equips pitjor classificats descendint a la Liga Portugal 2 i sent reemplaçats pels tres millors equips no filials d’aquesta divisió. La Primeira Liga va assolir el quart lloc en el rànquing mundial segons la classificació de l'IFFHS de l'any 2011.

## Història
L'actual Lliga portuguesa de futbol s'inicià l'any 1938-39. Anteriorment existí el Campionat de Portugal, competició iniciada l'any 1922 i que es disputà fins al 1938. Aquesta competició no era, de fet, un campionat de lliga perquè es disputava en format de copa (per eliminatòries).
Entre els anys 1934 i 1938 es disputaren campionats de lliga experimentals que no són considerats oficials. La competició ha rebut les següents denominacions històricament:
- 1934-1938: Primeira Liga Experimental
- 1938-1998: Primeira Divisão
- 1999-2001: Primeira Liga
- 2002-2005: SuperLiga Galp Energia
- 2005-2006: Liga Betandwin
- 2006-2007: bwinLIGA
- 2008-2009: Liga Sagres
- 2010-2011: Liga Zon-Sagres

El primer equip que va guanyar una lliga portuguesa va ser el FC Porto. Aquesta lliga comptava amb 18 equips, però des de 2006-2007 són només 16, dels quals els dos primers accedeixen a disputar la Lliga de Campions de la UEFA, sempre que el segon classificat guanyi la ronda prèvia si vol accedir a la fase de grups, i els tres següents la Copa de la UEFA. A més a la Lliga se li atorga una plaça per a la Copa Intertoto de la UEFA i els dos pitjors equips baixen a la Lliga d'Honor (Segona Divisió). Els equips que en més ocasions han guanyat aquesta lliga són (sense comptar els títols de l'antic campionat) SL Benfica amb 31 títols, FC Porto amb 24 i Sporting de Lisboa amb 18. Mentre que Boavista FC i Os Belenenses s'han consagrat una vegada.

## Altres competicions
A més de la Lliga a Portugal es disputen la Copa portuguesa de futbol, la Copa de la Lliga i la Supercopa. La Copa és un trofeu instituït a la temporada 1934/35, en un primer moment es va conèixer com el Campionat Nacional de Portugal i enfronta a tots els equips de Portugal, l'equip que més vegades ha vençut és el Benfica amb 24 títols. La Copa de la Lliga es va crear a la temporada 2007/08, i la Supercopa es juga des de la temporada 1979-1980 i l'equip que més vegades ha vençut és el FC Porto amb 15 títols.

## Equips temporada 2019-2020
| Club                 | Ciutat                 | Estadi                                |
| -------------------- | ---------------------- | ------------------------------------- |
| Belenenses SAD       | Oeiras                 | Nacional                              |
| Benfica              | Lisboa                 | da Luz                                |
| Boavista             | Lisboa                 | do Bessa                              |
| Braga                | Braga                  | Municipal de Braga                    |
| Desportivo das Aves  | Vila das Aves          | Estádio do CD Aves                    |
| FC Famalicão         | Vila Nova de Famalicão | Municipal 22 de Junho                 |
| Gil Vicente          | Barcelos               | Cidade de Barcelos                    |
| CS Marítimo          | Funchal                | dos Barreiros                         |
| Moreirense FC        | Moreira de Cónegos     | Comendador Joaquim de Almeida Freitas |
| Paços de Ferreira    | Paços de Ferreira      | da Mata Real                          |
| Portimonense         | Portimão               | Municipal de Portimão                 |
| FC Porto             | Oporto                 | do Dragão                             |
| Rio Ave FC           | Vila do Conde          | Municipal dos Arcos                   |
| CD Santa Clara       | Ponta Delgada          | São Miguel                            |
| Sporting de Portugal | Lisboa                 | José Alvalade                         |
| CD Tondela           | Tondela                | João Cardoso                          |
| Vitória Guimarães    | Guimarães              | D. Afonso Henriques                   |
| Vitória Setúbal      | Setúbal                | do Bonfim                             |

## Historial
Font:
Campeonato da Liga da Primeira Divisão - Lliga experimental
- 1935:  FC Porto (1)
- 1936:  SL Benfica (1)
- 1937:  SL Benfica (2)
- 1938:  SL Benfica (3)

Campeonato Nacional da Primeira Divisão - Lliga oficial
- 1939:  FC Porto (2)
- 1940:  FC Porto (3)
- 1941:  Sporting CP (1)
- 1942:  SL Benfica (4)
- 1943:  SL Benfica (5)
- 1944:  Sporting CP (2)
- 1945:  SL Benfica (6)
- 1946:  CF Os Belenenses (1)
- 1947:  Sporting CP (3)
- 1948:  Sporting CP (4)
- 1949:  Sporting CP (5)
- 1950:  SL Benfica (7)
- 1951:  Sporting CP (6)
- 1952:  Sporting CP (7)
- 1953:  Sporting CP (8)
- 1954:  Sporting CP (9)
- 1955:  SL Benfica (8)
- 1956:  FC Porto (4)
- 1957:  SL Benfica (9)
- 1958:  Sporting CP (10)
- 1959:  FC Porto (5)
- 1960:  SL Benfica (10)
- 1961:  SL Benfica (11)
- 1962:  Sporting CP (11)
- 1963:  SL Benfica (12)
- 1964:  SL Benfica (13)
- 1965:  SL Benfica (14)
- 1966:  Sporting CP (12)
- 1967:  SL Benfica (15)
- 1968:  SL Benfica (16)
- 1969:  SL Benfica (17)
- 1970:  Sporting CP (13)
- 1971:  SL Benfica (18)
- 1972:  SL Benfica (19)
- 1973:  SL Benfica (20)
- 1974:  Sporting CP (14)
- 1975:  SL Benfica (21)
- 1976:  SL Benfica (22)
- 1977:  SL Benfica (23)
- 1978:  FC Porto (6)
- 1979:  FC Porto (7)
- 1980:  Sporting CP (15)
- 1981:  SL Benfica (24)
- 1982:  Sporting CP (16)
- 1983:  SL Benfica (25)
- 1984:  SL Benfica (26)
- 1985:  FC Porto (8)
- 1986:  FC Porto (9)
- 1987:  SL Benfica (27)
- 1988:  FC Porto (10)
- 1989:  SL Benfica (28)
- 1990:  FC Porto (11)
- 1991:  SL Benfica (29)
- 1992:  FC Porto (12)
- 1993:  FC Porto (13)
- 1994:  SL Benfica (30)
- 1995:  FC Porto (14)
- 1996:  FC Porto (15)
- 1997:  FC Porto (16)
- 1998:  FC Porto (17)
- 1999:  FC Porto (18)
- 2000:  Sporting CP (17)
- 2001:  Boavista FC (1)
- 2002:  Sporting CP (18)
- 2003:  FC Porto (19)
- 2004:  FC Porto (20)
- 2005:  SL Benfica (31)
- 2006:  FC Porto (21)
- 2007:  FC Porto (22)
- 2008:  FC Porto (23)
- 2009:  FC Porto (24)
- 2010:  SL Benfica (32)
- 2011:  FC Porto (25)
- 2012:  FC Porto (26)
- 2013:  FC Porto (27)
- 2014:  SL Benfica (33)
- 2015:  SL Benfica (34)
- 2016:  SL Benfica (35)
- 2017:  SL Benfica (36)
- 2018:  FC Porto (28)
- 2019:  SL Benfica (37)
- 2020:  FC Porto (29)
- 2021:  Sporting CP (19)
- 2022:  FC Porto (30)
- 2023:  SL Benfica (38)
- 2024:  Sporting CP (20)
- 2025:  Sporting CP (21)

## Rècord d'assistència a la lliga
Des de l'inici de la lliga, tres clubs han tingut una assistència molt superior a la dels altres: Benfica, Porto i Sporting CP. També són els que tenen els estadis més grans de Portugal, amb més de 50.000 seients. Altres clubs, com el Vitória de Guimarães i el Braga, també registren bones assistències. L'Académica de Coimbra, el Vitória de Setúbal, el Boavista, el Belenenses i el Marítimo són clubs històrics, amb més de 30 temporades a la màxima categoria i provinents de les ciutats més grans de Portugal. També tenen molts seguidors, però actualment no registren grans assistències. Els seus estadis tenen entre 10.000 i 30.000 seients.
A la temporada 2023–24, la Liga Portugal va batre el rècord d'assistència a l'estadi dels darrers 12 anys de registres de la lliga, amb un increment de més del 10% respecte a la temporada anterior. La xifra total acumulada d'espectadors va ser de 3.707.290 persones a la Primeira Liga i 556.267 persones a la Segona Liga, amb una mitjana d'assistència de 12.115 i 1.818 espectadors, respectivament. També és la xifra més alta dels darrers 33 anys i l'única que ha superat la barrera dels 12.000 espectadors des de la temporada 1990–91.